# Chalcoscirtus lepidus
Chalcoscirtus lepidus is een spinnensoort in de taxonomische indeling van de springspinnen (Salticidae).
Het dier behoort tot het geslacht Chalcoscirtus. De wetenschappelijke naam van de soort werd voor het eerst geldig gepubliceerd in 1996 door Wanda Wesołowska.